# Pierre Krähenbühl
Pour les articles homonymes, voir Krähenbühl.
Pierre Krähenbühl, né le 8 janvier 1966, est directeur général du Comité international de la Croix-Rouge (CICR), ce qui en fait le numéro deux de l’organisation. Avant d’accéder à ce poste, en avril 2024, il a exercé la fonction de directeur des opérations du CICR de 2002 à début 2014. 

## Biographie jusqu'en 2002
Pierre Krähenbühl naît à Genève, en Suisse. Enfant, il vit plusieurs années en Grèce, en Allemagne et en Suède. Il rentre ensuite dans son pays natal, où il effectue ses études secondaires puis supérieures, obtenant un master en sciences politiques et relations internationales de l’Université de Genève et de l’Institut de hautes études internationales et du développement.
Il devient assistant de communication pour la Fédération luthérienne mondiale (FLM) et est affecté en mission en Haïti un an après la chute du régime Duvalier (1987). Il travaille énormément avec les syndicats et les paroisses, ainsi qu’avec des activistes de la société civile investis dans l’amélioration des conditions de vie dans leur pays.
De 1988 à 1991, il retourne en Haïti, mais se rend aussi dans plusieurs pays d’Amérique centrale et en Éthiopie pour écrire et réaliser des documentaires. Le documentaire intitulé « Haïti, a forgotten nation », qu’il a coréalisé avec un journaliste latino-américain, est présenté dans plusieurs festivals en Europe et en Amérique du Sud.
Pierre Krähenbühl rejoint le CICR fin 1991, pour effectuer une mission au Salvador, après la fin de la guerre civile qui a sévi dans le pays. Il est ensuite envoyé à Ayacucho, au Pérou (1992–1993), où il intervient dans des villages de régions reculées des Andes qui subissent les conséquences de la confrontation violente entre le Sentier lumineux et les forces armées péruviennes. Les deux années suivantes, il travaille en Afghanistan, d’abord à Jalalabad (1993), puis à Kaboul (1994–1995).
Il passe ensuite deux ans et demi en Bosnie-Herzégovine, d’abord à Banja Luka, où il dirige le bureau du CICR lors des soulèvements de la phase finale de la guerre de Bosnie-Herzégovine (de juillet à novembre 1995), puis à Pale et Sarajevo pendant les deux premières années du redressement post-conflit.
En 1998, M. Krähenbühl est rappelé au siège du CICR pour superviser l’action de l’organisation dans les Balkans, notamment en dirigeant un groupe de travail dédié à la guerre du Kosovo en 1999. De 2000 à 2002, il est conseiller personnel du président du CICR de l’époque, Jakob Kellenberger, avant d’être nommé directeur des opérations mi-2002.

## 2002-2014: direction des opérations du CICR
En tant que directeur des opérations du CICR, Pierre Krähenbühl supervise la réponse de l’organisation aux conséquences des conflits armés dans de nombreux pays, notamment en Afghanistan, en Irak, au Soudan, en République démocratique du Congo, en Libye, en Somalie, en Côte d’Ivoire, en Colombie et en Syrie. Il mène des négociations avec de hauts représentants des gouvernements, des forces armées et des groupes armés non étatiques dans plusieurs régions, et il entame un dialogue sur les priorités humanitaires aux États-Unis, en Chine, en Russie, au Japon, au Brésil, en Australie, en Corée du Sud, au Qatar, en Arabie saoudite, en Norvège, au Royaume-Uni, en France, en Allemagne et en Suède, ainsi qu’avec les Nations Unies, l’UE, l’Organisation de la coopération islamique (OCI) et d’autres organismes internationaux.
M. Krähenbühl conduit les traditionnelles activités du CICR en matière de diplomatie discrète, mais il s’exprime aussi publiquement au sujet de la population civile touchée par les conflits en Afghanistan, en Irak, en Colombie, au Sri Lanka et ailleurs. À la suite de la divulgation d’un rapport confidentiel sans le consentement du CICR, il fait des déclarations publiques sur les actes de torture et autres exactions commis sur des prisonniers dans la prison d’Abu Ghraib en 2004,.

## Direction de l'UNRWA
De mars 2014 à novembre 2019, il est commissaire général de l’Office de secours et de travaux des Nations unies pour les réfugiés de Palestine dans le Proche-Orient (UNRWA). Il démissionne de cette fonction le 7 novembre 2019 à la suite d’allégations de mauvaise gestion, affirmant pour sa part être victime d’une manœuvre de « basse politique »,. Une enquête interne ultérieure des Nations Unies, rendue publique par la chaîne de télévision suisse RTS, réduit à néant la plupart de ces accusations. 
Le 29 juillet 2019, Al Jazeera annonce qu’un rapport interne de l’UNRWA fait état d’abus de pouvoir au sein de la direction de l’organisation, mettant également en cause Pierre Krähenbühl. Selon cette chaîne de télévision, ce rapport interne signale que M. Krähenbühl et d’autres responsables de l’UNRWA posent « un risque énorme pour la réputation des Nations Unies » et que « leur destitution immédiate doit être sérieusement considérée ». M. Krähenbühl rejette « sans réserve » la description qui est faite de l’UNRWA et de sa direction et évoque l’enquête en cours du Bureau des services du contrôle interne des Nations Unies (BSCI), qui lui interdirait de répondre publiquement à toute allégation. Le 6 novembre 2019, l’UNRWA indique dans un communiqué que le BSCI a bouclé une partie de son enquête relative aux allégations de mauvaise gestion en son sein, qu’il a conclu à des problèmes de gestion spécifiquement liés à M. Krähenbühl et que ce dernier « se met en retrait jusqu’à la fin de la procédure ». Selon le reportage de l’émission de télévision suisse « Temps Présent », le rapport de l’enquête interne des Nations Unies ne pointe que « quelques éléments à charge ». 

## Nouvelles nominations au CICR
Pierre Krähenbühl retrouve le CICR en mai 2021, en qualité d’envoyé personnel du président du CICR en Chine. L’organisation le nomme directeur général en décembre 2023.
Dans son communiqué, le CICR souligne que M. Krähenbühl a consacré plus de 30 ans au secteur humanitaire et qu’il est « reconnu comme un leader pragmatique et éclairé, doté d’une solide connaissance du CICR auquel il est profondément attaché ». 
Le CICR a déclaré au journal suisse Le Temps que les enquêtes des Nations Unies concernant les allégations de l’UNRWA à l’encontre de M. Krähenbühl n’avaient révélé « aucune conduite répréhensible pendant son mandat au sein de l’UNRWA » et qu’« il n’était plus ciblé par aucune enquête »,,. 

## Vie privée
Pierre Krähenbühl est marié à Taiba Rahim, présidente de l’association Nai-Qala, qui se consacre à des projets de santé et d’éducation en Afghanistan. Ils ont trois fils : Bilal, Elias et Ilham.